# Jun Märkl
Jun Andreas Märkl (* 11. Februar 1959 in München) ist ein deutscher Dirigent. Er war Generalmusikdirektor in Saarbrücken und Mannheim, außerdem leitete er das Orchestre national de Lyon (2005–2011), das MDR-Sinfonieorchester (2007–2012) und das Baskische Nationalorchester (2014–2017). 2013, 2015 und 2017 war er Principal Conductor beim Pacific Music Festival.

## Leben
Jun Märkl, Sohn des Konzertmeisters Josef Märkl (1928–2010) und einer japanischen Pianistin, wurde im Alter von vier Jahren von seinen Eltern in Klavier und Geige unterrichtet. 1978 begann er an der Hochschule für Musik und Theater Hannover Klavier (bei Karl Engel) und Geige sowie Orchesterleitung (bei Lutz Köhler) zu studieren. Von 1980 bis 1984 war er Mitglied der Jungen Deutschen Philharmonie (Celesta und Tasteninstrumente). Nach dem Dirigier- und Klavierdiplom (1982 und 1985) sowie Konzertexamen (1985) ging er nach München zu Sergiu Celibidache und später an die University of Michigan in Ann Arbor, wo einer seiner Mentoren Gustav Meier war. 1986 war er Preisträger des Dirigentenwettbewerbs des Deutschen Musikrates, für dessen Forum Dirigieren er später als Mentor tätig wurde. 1987 erhielt er ein Stipendium des Boston Symphony Orchestras, um in Tanglewood bei Leonard Bernstein und Seiji Ozawa zu studieren.
Als Solorepetitor und Kapellmeister wirkte er zunächst am Luzerner Theater, als zweiter Kapellmeister von 1986 bis 1989 am Stadttheater Bern. 1989 wurde er erster Kapellmeister am Staatstheater Darmstadt, ein Jahr darauf wechselte er als erster Kapellmeister und stellvertretender Generalmusikdirektor an das Nationaltheater Mannheim. Von 1991 bis 1994 war Märkl Generalmusikdirektor des Saarländischen Staatstheaters in Saarbrücken. Seinen internationalen Durchbruch hatte er 1993 mit seinem Debüt von Puccinis Tosca an der Wiener Staatsoper. Von 1994 bis 2000 war er Opern- und Generalmusikdirektor in Mannheim. 1996 debütierte er am Royal Opera House in Covent Garden/London mit Wagners Götterdämmerung (aus dem Der Ring des Nibelungen) und 1999 an der Metropolitan Opera mit Verdis Il trovatore. Bis 2006 wirkte er als ständiger Dirigent an der Bayerischen Staatsoper in München, wo er 1992 mit Brittens Peter Grimes debütierte. 1998 führte er Wagners Walküre bei den Münchner Opernfestspielen auf. Den kompletten Ring des Nibelungen dirigierte er an der Deutschen Oper Berlin und am Neuen Nationaltheater Tokio (erstmals in Japan). Mit der Dresdner Semperoper tourte er 2007 durch Japan; es erklangen Wagners Tannhäuser und der Sängerkrieg auf Wartburg.
Von 2005 bis 2011 war Märkl Directeur Musical (Nachfolger von David Robertson) des Orchestre national de Lyon, dem er 2002 zum ersten Mal vorstand. 2009 war er mit dem Orchester Gast bei den BBC Proms. Zusätzlich amtierte er von 2007 bis 2012 in der Nachfolge von Fabio Luisi als Chefdirigent des MDR-Sinfonieorchesters in Leipzig. 2011 trat er mit dem Klangkörper beim Internationalen Mahler-Festival auf. Von 2014 bis 2017 war er Chefdirigent des Baskischen Nationalorchesters in San Sebastián. Ferner arbeitete er als Gastdirigent mit führenden Orchestern wie dem Symphonieorchester des Bayerischen Rundfunks, der Tschechischen Philharmonie, dem Tonhalle-Orchester Zürich, dem Cleveland Orchestra, dem Boston Symphony Orchestra, dem Chicago Symphony Orchestra und dem Philadelphia Orchestra zusammen. Seit 1997 ist er regelmäßig Gastdirigent beim NHK-Sinfonieorchester in Tokio; in den Jahren 2013, 2015 und 2017 war er Principal Conductor beim Pacific Music Festival in Japan. Außerdem ist er seit 2014 Gastprofessor am Kunitachi College of Music in Tokio.
Märkl hat seinen Schwerpunkt im deutschen symphonischen und Opernrepertoire sowie in der französischen Musik (Debussy, Ravel und Messiaen). Darüber hinaus brachte er Werke zeitgenössischer Komponisten zur Uraufführung, so hatte er 1993 an der Deutschen Staatsoper Berlin bei Bruno Cerchios Missa aurea die musikalische Leitung inne. In den 1990er und 2000er Jahren führte er in Mannheim Werke von Oskar Gottlieb Blarr, Violeta Dinescu, Detlev Glanert, Nikolaus A. Huber, Gija Kantscheli, Detlev Müller-Siemens, Younghi Pagh-Paan, Manfred Trojahn und Róbert Wittinger urauf, darunter Auftragskompositionen der Musikalischen Akademie des Nationaltheater-Orchesters. Wiederholt führte er auch Stücke des Japaners Toshio Hosokawa auf. Er veröffentlicht über 50 Tonträger u. a. die bei Naxos erschienene Gesamtaufnahme der Orchestermusik Debussys mit dem Orchestre national de Lyon.
Sein Bruder Key-Thomas Märkl (* 1963) ist Mitglied (2. Violine) im Symphonieorchester des Bayerischen Rundfunks; die Schwägerin Kim Märkl betätigt sich als Komponistin und Schriftstellerin.

## Auszeichnungen
- 1986: Gewinner des Dirigentenwettbewerbs des Deutschen Musikrates / 30. Bundesauswahl Konzerte Junger Künstler
- 2012: Chevalier des Arts et des Lettres (für seine Arbeit in Lyon und die Gesamteinspielung von Debussys Orchestermusik)

## Diskographie (Auswahl)
Jun Märkl legte folgende Opern-Gesamtaufnahmen vor:
- Wolfgang Mozart: Le nozze di Figaro an der Wiener Staatsoper (1998)[9]
- Richard Wagner: Parsifal an der Wiener Staatsoper (1999)[10]
- Giacomo Puccini: La Bohème an der Wiener Staatsoper (1999)[11]
- Giuseppe Verdi: La traviata an der MET (2000)[12]